# レガリア The Three Sacred Stars
『レガリア The Three Sacred Stars』（レガリア ザ・スリー・セイクリッド・スターズ）は、アクタス制作による日本のアニメ作品。2016年7月に放送開始となったが第4話まで放映された後に一旦中断され、同年9月から11月まで改めて第1話から放送された。略称は「レガリア」。

## 概要
アクタスのオリジナルロボットアニメであり、AnimeJapan2016で発表された。
2016年7月からの放送開始に先駆け、同年6月30日にはAT-XとTOKYO MXにて特別番組『レガリア The Three Sacred Stars 放送直前スペシャル』が放送されたほか、同年7月3日にはTOHOシネマズ日本橋にて第1話・第2話の先行上映が開催された。
第3話放送後の2016年7月24日には幕張メッセにて『ワンダーフェスティバル 2016夏』のステージイベントが開催され、登壇した主要声優陣による談話や歌手陣による歌唱、BD/DVDやグッズの発表など、ファンに今後を期待させる内容で締め括られたが、同年7月27日には製作委員会が「既に放送・配信している話数において、本来意図していたクオリティと相違があることを強く認識した」との理由を挙げて第4話で放送を一旦終了することや、制作体制を整理して同年9月から改めて第1話より放送することを発表した。これに伴い、BD/DVDの発売も1か月順延される。この事態を2日前に知らされたという出演声優の緒方恵美は、自身のTwitterで驚きのコメントと共に、ファンへ理解を求めている。

## あらすじ
今から12年前。リムガルド王国で後に「リムガルド・フォール」と名付けられた事件が発生。世界各国から救助隊が派遣されるが、到着した彼らが見た物は動くもののいない無人の街だった。時は流れ現在。エナストリア皇国に住むユイとレナの二人の少女は、同じ家で暮らしながら平穏な日常生活を送っていた。
ある日、ケイという少女を見かけたレナは、埠頭に呼び出され、彼女の使いとして現れた男に勝負を挑まれる。男はレガリア・ギアと呼ぶロボットに搭乗し、レナも自分の姿をロボットに変身させた。彼女の正体は人間ではなく、「アレクト」という名前の「レガリア」のコアであった。男の攻撃に苦戦するレナだが、彼女を探してその場に現れたユイを自身に搭乗させ、怒涛の反撃で勝利を得る。
騒動終結後、エナストリア国民の前で記者会見を開いたユイ。彼女の本名は「ユインシエル・アステリア」。エナストリア皇国の若き女皇と彼女が守りたいと願う少女「レナ・アステリア」。二人の物語が始まる。

## 登場人物

### 主要人物
ユインシエル・アステリア
声 - 本渡楓
本作の主人公。愛称は「ユイ」。17歳。身長154cm。エナストリア皇国の若き女皇。7歳の頃に両親を亡くし、幼い身で即位した。陸海空軍の統帥権を持ち、最高指揮官たる大元帥の座にも就いている（実際の指揮権は、首相のマーガレットが行使する）。国家指導者としての公務の傍ら、本人の望みから学生として高校に通っている。5歳の時にレナと出会い、普段は彼女と二人暮らしをしており、家事全般を得意とする。第1話でレナが変身したアレクトに乗り込み、その契約者（パイロット）となる。レナがレガリアであることを知った後は、彼女と国民の両方を守りたいという決意を新たにし、彼女を狙う敵と戦っていくことになる。
第2話では記者会見で全国民に対しスリーサイズを公表してしまった。国民からは慕われていて、街中を歩くと自分宛のプレゼントを貰うことも多い。アーベルとの再戦前は不安思考に陥ってしまうが、レナやみんながいるからがんばれると思い直し、戦闘中にレナと完全契約を交わしてアーベルに勝利した。
第6話ではアフマルアルド共和国を訪れ、出会ったリューの口からレガリアの情報を聞かされた。続いてリムガルド王国跡地に向かう途上でヨハンの襲撃に遭い、レナとティアがケイを元に戻すため時間を稼ごうとするが、ヨハンに捕まって殺される寸前の所をイングリッドに助けられた。ヨハン撃破後はイングリッドとケイの二人をエナストリアに滞在させ、イングリッドから亡き母との思い出を教えられて涙する。だが、ヨハンが再登場した際にこれまでの体の酷使から倒れ、気を失ってしまう。目覚めた後はヨハンの記憶改竄に悩まされるが、姉の手で逃げることができたサラ達に会い、再びヨハンに立ち向かうことを決心する。
最終決戦ではルクスの協力からアレクト、ティシス、メガエラの3機が合体し、ヨハンを止めるため皆の力を借りて全力で戦い、戦闘に勝利した。その後はルクスに「あなたも私達の家族だから」と身に着けていたリングを渡す。エナストリアへ戻る際には、これからどうするかは皆で一緒に考えようとレナに語った。
レナ・アステリア
声 - 佐倉綾音
ユイと共に暮らす少女。外見年齢は9歳。身長117cm。過去にユイの母・マヤが彼女を養子として迎え入れて、皇女（姫）という扱いになり（ただし、皇位継承権は持たない）、マーガレットなどエナストリアの首脳部からは「レナ様」と尊称を付けられている。血は繋がっていないがユイの姉として振る舞い、ユイが成長してレナの身長を追い抜いた今も姉としての自覚は強く、お姉さん風を吹かしている。昔から全く成長していない理由は、彼女が人間ではなくレガリア「アレクト」のコア「マグナ・アレクト」なため。数千年前から生きており、ユイと会う前はたった一人で旅していた。12年前にリムガルド王国でレガリア（ケイ）の気配を感じてそこを訪れるが、突如複数のレガリア・ギアに襲われ、アレクトに変身するも暴走状態に陥り、ティシスに右腕部を切られた後に臨界値を超え、「リムガルド・フォール」の原因となってしまった。
エドモンド撃破後、ユイと共に自分を狙う敵に立ち向う覚悟を決める。第3話では過去と同じように暴走状態に陥ってしまうが、ティシスの乱入で窮地を救われた。アーベルとの再戦前はユイに「アーベルも怖いが、私自身が一番怖い」と明かし、「ユイやみんなが守れる力が欲しい」と望んでユイと完全契約する。自身がレガリアであることに悩んでいたが、ユイには彼女の両親に出会えた感謝と、ユイに会えたから今はレガリアで良かったという素直な思いを伝えた。第9話では復活したヨハンに対しユイと共に立ち向かおうとするが、倒れたユイと分かたれ、レナのみが連れて行かれることとなった。第11話ではレナを助けにきたが絶望して塞ぎこむユイに「一人では無理だが、二人ならなんとか出来る」と説得して立ち直らせた。
なお、アレクトの中にはレナそっくりの少女がおり、度々ユイやレナの前に現れていたが、後に彼女の正体はレガリアの力の源「ルクス」と判明する。最終決戦では敗北を認めて死を受け入れようとするが、ユイの励ましを受けて考えを改め、ユイやルクスと共にヨハンに抗い、戦闘で彼を打ち破った。
サラ・クレイス
声 - 久保ユリカ
世界を妹と旅する少女。外見年齢は12歳。身長137cm。自由奔放な性格でかなりの大食い。行方不明となった両親と姉を探すことが旅の目的の一つ。レガリアである「ティシス」の契約者であり、ティアと完全契約しているため、年は取っていない。レナやケイは友人。ユイに姉の面影を感じ、彼女とすぐ仲良くなる。レツの店で食い逃げを働いたことから、現在はティアと共に彼女の所で働いている。レナが暴走した際や、アーベルのレガリア・ギアとアレクトの初戦時はティアと共に助太刀に現れる。年を取ることがないため、約2000年も前からレナやケイを見つけるためにティアと旅していた。
12年前はレナと同じくレガリア（ケイ）の気配を感じてリムガルド王国を訪れたが、暴走するアレクトを目の当たりにし、ティシスでそれを止めようとするも力では叶わず、首を絞められて押さえつけられ、止む無くアレクトの右腕部を切り飛ばして奪い、その場から離脱した。
後に長年探していた姉のノアがヨハンに囚われていることを知って驚き、彼女を取り戻すために奮闘し、見事それに成功する。最終決戦ではティアと一緒にエクテレウ・アレクトへ搭乗する。
ティア・クレイス
声 - 小倉唯
サラの実妹。外見年齢は9歳。身長117cm。サラと同じく大食い。その正体はレガリア「ティシス」のコア「アウレア・ティシス」で、レナやケイとは知り合い。ルクス・エクスマキナ封印時にはレナやケイと違って唯一、契約者（サラ）を持つことができた。サラと共に約2000年は生きているものの、精神は外見年齢相応の無邪気な子供そのものである。レナやティアを探しての放浪生活が長かったため、サバイバル能力が高い。両親や姉のノアのことは、サラと違って（幼かったため）ほとんど覚えていなかった。ユイについては、サラが「おっぱい女皇」と呼んだことが原因で自身も当初はそう呼び、彼女を困らせていた。
イングリッド・ティエスト
声 - 瀬戸麻沙美
銀髪の女性。元リムガルド王国の第一王女。外見年齢は19歳。ユイに対してレガリア（アレクト）を渡せと要求する。サラと同じくケイと完全契約しているため12年前から容姿は変わっていない。ヨハンと協力関係にある。自分に忠義を尽くすアーベルには感謝していたようで、彼の死には悲痛な表情を浮かべていた。ケイと共に訪れたリムガルドでユイやサラ達に出会い、彼女達に「リムガルド・フォール」の原因を語った。直後、そこにヨハンが現れてケイがメガエラに変身し、ユイ達と戦闘状態に突入する。
過去にリムガルドで孤児のような姿のケイを見つけて保護し、当時は彼女と幸せに暮らしていたが、リムガルドに現れたヨハンにケイの身を利用され、「リムガルド・フォール」に巻き込まれる。その後は人格を消されたケイをヨハンに「人質」として扱われ、彼女のために心を押し殺して渋々ヨハンの命令に従っていたが、第8話でユイを殺そうとする彼の行動を見かねてついに反逆、ユイを救った。そして自分に銃を向けるケイを前に死ぬ覚悟を決めるも、レナとサラの活躍でケイの人格が元へと戻ったため、長年の恨みを晴らすべく、ケイやアレクト、ティシスと共にヨハンに立ち向かい、彼を打ち倒す。
エナストリアではユイに幼い頃の彼女や母親のマヤと出会ったこと、ヨハンを将来的に倒すためユイとレナの契約を待ち続けていたことを語り、ユイを抱きしめて今までの苦労を労った。最終決戦ではケイと一緒にエクテレウ・アレクトへ搭乗する。
ケイ・ティエスト
声 - 東山奈央
白いゴスロリ服が特徴の少女。外見年齢は9歳。身長118cm。その正体はレガリア「メガエラ」のコア「ゼノ・メガエラ」で、レナやサラ達とは知り合い。性格は気が強く大人びており、レナとティアの姉的存在。リムガルド王国でイングリッドに保護され、彼女の優しさに触れて一緒に暮らしていたため、イングリッドに懐いている。反面、それは過度な独占欲にも繋がっており、第9話でイングリッドとユイが話をしていた時は嫉妬深そうな表情をしていた。
「リムガルド・フォール」時は「ルクス・エクスマキナ」の復活という目的を持つヨハンに他のレガリア（アレクトとティシス）をおびき寄せるための実験に使われ、その後の彼女はヨハンの手で傀儡にされて人格も消されていた。そのため現在は感情に乏しく、ケイの身を案じたイングリッドと共に当初はユイやレナ、サラ達と敵対していたが、第8話でレナに今のケイが偽物と見破られ、レナ・ティア・ケイの三人が「共鳴」したことで本来の人格を取り戻し、ついにイングリッドと再会する。復帰後はヨハンに対して「素粒子レベルまで分解してあげる」と宣告するなど、激しい怒りを見せた。

### ユイの友人
レツ・ナルミ
声 - 金元寿子
ユイの同級生。17歳。彼女と仲が良く、ユイからは「レッちゃん」と呼ばれている。また、レツはレナを「レナちー」と呼んでいる。ユイとの身分の差を全く気にせず、彼女の相談役としてよく悩みを聞いてあげている。可愛い女の子が好きという一面を持ち、スキンシップを好む。母親が営む飲食店で食い逃げを働いたサラとティアを捕まえて、二人を住み込みで働かせるが、彼女達からは懐かれている。イングリットやケイを紹介された時はケイを天使様と呼び、元王女のイングリッドとお近づきになれたことを喜んでいた。

### イングリッドの関係者
ヨハン
声 - 緒方恵美
イングリッドやケイと共に行動する謎の少年。当初はジョニーのアシスタントとしてユイの前に現れる。レガリア・ギアや、それを操縦するための人形の製造を行っている。ふてぶてしい性格で、常に人を馬鹿にしたような態度を取り、イングリッドに協力してはいるものの、彼女に指図するなど不穏な関係にある。
彼の正体は、自我を持った「ルクス・エクスマキナ」の仮の姿である。本体は1万年前に封印されたが、長い年月をかけて力の一部を現世に顕現させることに成功し、ヨハンの姿を得て活動を始めた。その目的は自身の復活であり、12年前にリムガルド王国でルクスの力を欲する人類を利用した末の失敗が「リムガルド・フォール」の真の原因であった。
その後はケイを操り人形にし、イングリッドを脅迫して協力者としていた。第6話で自らレガリア・ギアで出撃。旧リムガルド王国にてユイを殺そうとするが、イングリッドに裏切られ未遂。ケイの人格も取り戻されてしまう。そしてレガリア3機の怒涛の反撃を受け敗北する。だが、第9話でエナストリアの首都に何事もなかったかのように再び現れ、レナとティシス、メガエラを連れ去る。なお、ケイ以外にもサラ達の姉・ノアを傀儡としている。最終決戦ではオービスに捕えていた人々の魂を解放され、オフルマズドに乗り込んでユイ達を追い詰めるが、探していた「ルクス」がユイ達の所におり、力を貸していることを知って驚愕。激闘の末に負けを認め、最後は安らかな表情で自身に寄り添ってくれたルクスと共に異界へ消えていった。
エドモンド・モラレス
声 - 武虎
第1話でケイの使いとしてレナの前に現れた男。レナと勝負することを望み、埠頭でレガリア・ギアを持ち出して大暴れするが、ユイを乗せたことで本来の力を取り戻したアレクトの前に敗北した。その正体はヨハンに造られたレガリア・ギア操縦のための人形で、人間ではない。
ジョニー・マペット
声 - 間島淳司
第2話でヨハンと共にユイの前に現れた男。ユイの会見場では、記者に化けて彼女にスリーサイズを質問した。その後、ユイをマジックショーに誘い、やって来た彼女達に戦いを挑む。戦闘の末に追い詰められ、最後は機体を自爆させて散る。エドモンドと同じく造られた人形で、人間ではない。
アーベル・ルンテシュタット
声 - 斧アツシ
元リムガルド王国の侍従武官。階級は中佐。イングリッドに仕え、護衛官も務めていた。12年前の「リムガルド・フォール」時は合同軍事演習の調整役としてエナストリアを訪れており、偶然難を逃れたが、その後に消息不明となっていた（ユイの母親からイングリッドの生存を聞き、エナストリアを出た）。現在の容姿は白髪の老人で、ユイと会ってレナの身を要求する。エドモンドやジョニー達と違って普通の人間だが、レガリア・ギアの腕前はアレクトを翻弄し、軽くあしらう程。
ユイとの再戦前にはイングリッドに最後のご奉公に向かうことを告げ、アレクトと対峙。レガリア・ギアの浸食に苦しみながらも、全ての力を振り絞って戦い、最後はアレクトの必殺技の前に負けを悟り、ユイに「イングリッド様を頼みます」と告げて戦死した。

### エナストリア皇国
アオイ・コノエ
声 - 浅倉杏美
エナストリア皇国の侍従長で、最高意思決定機関の一員。28歳。近衛師団歩兵第一連隊長も兼任する。ユイの母のマヤにも仕えていたため、ユイを幼い頃から知っており、ユイとレナの二人を真摯にサポートする。
ナル・アリサカ
声 - 井口裕香
エナストリア皇国の首相補佐官で、最高意思決定機関の一員。24歳。帝居報道官の立場から、ユイの会見やプレス発表などを取り仕切る。有能な女性だが、思ったことを悪気なく口に出す癖がある。
マーガレット・バーンリー
声 - 勝生真沙子
エナストリア皇国の首相で、最高意思決定機関の一員。52歳。先帝の頃に組閣の大命を受けた。ユイやレナへの信頼は厚く、ユイの成長を見守りながら支えてきた。御前会議の際は議長役として振る舞う。
ジョナサン・マーシャル
声 - 家中宏
エナストリア皇国の陸軍大将で、最高意思決定機関の一員。60歳。統合参謀本部議長として軍事面でのアドバイザーを担う。先帝の頃はユイの教育係だった。アーベルとは旧知の仲。
テオドア・ムーア
声 - 宇垣秀成
エナストリア皇国の情報長官で、最高意思決定機関の一員。46歳。情報機関を統括し諜報活動に余念がない。他のメンバーと比べて、ラフな私服の格好で会議に参加している。

### アフマルアルド共和国
カリム・アル・タラキ
声 - 飯島肇
アフマルアルド共和国の大統領。自国を訪れたユイ達を出迎え、リューとロウがいる聖域へ案内した。
リュー
声 - 日笠陽子
聖域で暮らす、レガリアの「ロウ」と契約した古代人の生き残りの女性。ユイにコンタクトを取り、彼女やレナ、サラ姉妹を呼び寄せた。会ったユイ達に自分の素性を語り、レガリアについての詳しい情報を教えた。そして、全てを背負わせてしまった謝罪と、今こうして生きている感謝の言葉を述べ、聖域を守りたいという自分達とは違い、ユイ達は別の道を見つけて欲しいと話す。
ロウ
聖域に佇んでいるエンキのレガリア。性別は男性で、リューの婚約者。現在は人間姿になることは出来なくなっている。どんな場所でも水の恵みをもたらせるという能力を持ち、この地を緑あふれる大地へ戻すという目的のため、リューと共に残り少ない時間を生きている。

### 家族関係者
マヤ・アステリア
声 - 下屋則子
ユイの母親。故人。エナストリアの前女皇で、自身の即位記念式典を途中で抜け出してくるなど、奔放な性格。祝辞に呼ばれていたイングリッドに会い、王としての在り方を語った。だが、即位して間もなく皇配の夫を事故で失い、その心労から病気がちの身となっていた。亡くなる少し前、「リムガルド・フォール」で死んだと思われていたイングリッドから手紙が届いたことで彼女の生存を知り、エナストリアに留まっていたアーベルを呼んでイングリッドのことを教え、彼女に渡して欲しいと自身の手紙を託した。また、ユイとレナには二人用のペアリングをあげている。
ノア・クレイス
声 - 阿澄佳奈
サラとティアの姉。かつて両親もろとも「ルクス・エクスマキナ」に飲み込まれたが、その後にヨハンの手で魂と肉体を再生され、プリムス・ピルスに乗せられて彼の手駒と化していた。ティシスと戦うはめになるが、ヨハンの支配に逆らってその場からサラとティアを逃がした。
その後はヨハンに体を操られ、メガエラを始末するためにイングリッド達へ襲い掛かるが、自力で心と体を取り戻し、ティシスやメガエラと共闘する。最終決戦ではユイ達とヨハンの戦闘を見守り、ユイ達に助けられて共に地上へ帰還した。

### その他
ルクス
レガリアの力の源を司る少女で、異界の力「ルクス」そのもの。ヨハンが探していた存在。アレクトの中に「もう一人のレナ」としてその姿があり、度々ユイやレナの前に現れていた。容姿がレナと瓜二つなのは、レガリアの適正者に興味を持った彼女が接触を図ろうとした最初の相手がレナだったため。ユイやレナの思いに触れるうちに人間の気持ちを理解して、最終話ではユイ達の窮地にアレクト、ティシス、メガエラの鍵を使い3機を合体させ、ヨハンに対抗できる力を与えた。最終決戦後はユイからリングを渡され、ヨハンの首にそれを掛けて共に異界へ消えていった。

## 登場メカニック

### レガリア
アレクト
レナ（マグナ・アレクト）が変身することで出現する赤いレガリア。特性は「深淵（闇）」。12年前にリムガルド王国に現れている。右腕を失いマントを付けていたが、ユイが搭乗したことで赤く輝く右腕部が生え、マントがマフラー状に変化した。操縦者はユイ1人だが、戦闘時はコクピット内に人間姿のレナの幻影が現れ彼女をサポートする。切られた右腕は後にティシスから返還され、ユイとレナが完全契約した際に元へと戻った。契約後はレナもティアやケイと同じように実体化を果たしている。
剣や銃は持たずに格闘で戦い、腰にマウントした二つの円盤状のソーサーを様々な形態に変化させ補助装備とする。ソーサーはシールドとなるほか、背中のマフラーに装着させチャクラムに出来たり、足底に展開して高所からの落下速度を軽減することも可能。レナが限界を超えて力を引き出した際は全身から闇の力が炎のように吹き出し、赤く怒れる炎へと変化する。
必殺技
クリムゾン・レイド
第1話で披露。至近距離で掌から生み出された深淵の力を敵の内部で爆発させる必殺技。
ニエロ・アサルト
第3話で披露。両足に具現化した爪を杭のように打ち込み、敵を貫いて破壊する必殺技。
グラファイト・チャージ
第5話で披露。拳に砕けることのない刃を作り出し、高速回転させて敵を打ち抜く必殺技。
アストラル・ブロー
第12話で披露。限界を迎えたアレクトが全霊を捧げて右腕を巨大化し、相手を粉砕する必殺技。
ティシス
ティア（アウレア・ティシス）が変身することで出現する白いレガリア。特性は「天雷」。武装は腰に差した二振りの剣で、左腰の剣は「水鏡」の号を持ち、天雷の燦きを放つ青白い刀身は切断力が高い。右腰の剣は「大蛇」の号を持ち、蛇腹状の刃で構成され、鞭のようにも機能する。また、刃の部分をピンク色に発光させた鎖鎌状に変化させることもできる。必殺技も存在するが、発動に時間がかかるのが難点。
コクピットはタンデム配置で、操縦席の後ろ上側にティアが乗り込む。12年前にはリムガルド王国でアレクトと戦い、右腕を切り落とした。第3話で初登場し、以降はアレクトと共闘している。
必殺技
クズリュー
第12話で披露。大蛇を纏わりつかせ、刃を食いこませて相手を切り裂く必殺技。
ナルカミ
第12話で披露。水鏡から天雷の力を居合の斬撃で飛ばし、相手を切断する必殺技。
サンコウジン
第12話で披露。水鏡の刀身に大蛇を変形合体させ、ドリル状にして対象を貫く必殺技。
メガエラ
ケイ（ゼノ・メガエラ）が変身することで出現する金色と黒色基調のレガリア。特性は「獄炎」。第7話で初登場する。空を飛べないアレクトやティシスと違って飛行が可能。武装は両肩部に内蔵したビーム砲や球状の遠隔攻撃端末（ビット）、翼から放つホーミングレーザー。肩部のビーム射出口は武器生成装置としても機能し、連結できる2本のランスや実弾ライフルなどを取り出せる。
ティシスと同じく、コクピットはタンデム配置で、操縦席の後ろ上側にケイが乗り込む。第11話では刀や鎌といった多数の武器を出して敵相手に戦っている。
必殺技
ジャッジメント・アロー
第8話で披露。両肩の砲口部にランスを差し込み、最大出力で光の矢を放つ必殺技。
インフェルノ・スキュア
第12話で披露。ランスを突き立て、ビットのエネルギーを送り込み対象を破壊する必殺技。
エクテレウ・アレクト
最終話に登場。「ルクス」の力を借りて、アレクト、ティシス、メガエラの3機が合体したレガリア。特性は「光」。エリニウスのレガリアの真の姿の一形態で、ルクスの力を最大限に引き出せる。アレクトの特性が強いが、ティシスとメガエラの能力も併せ持つ。カラーリングは白を基調とし、左翼にティシスの意匠、右翼にメガエラの意匠を持つビームウィングが浮かぶ。6人乗りとなり、メインパイロットはユイとレナが務める。攻撃方法は鋼拳による格闘や、腕部から発生させるビームアックスで、ビームの刃を周囲に飛ばすことも可能。
必殺技
トリニティ・ストライク
最終話で披露。膨大なルクスの力を両拳に収束し、皆の想いを結集して金色に輝く拳で敵を打ち砕く必殺技。
オフルマズド（第一形態）
第12話に登場した要塞のような大型レガリア。搭乗者はヨハン。その正体は、ルクス・エクスマキナの核となるオフルマズド（最終形態）を内蔵した巨大な外殻。ティシスやメガエラの前に現れ、周囲の砲台との連携でサラやイングリッド達を追い詰めた。武装は複数の有線式の腕部から放つレーザー砲と、本体中央部に備えた超大型ビーム砲。アレクトの必殺技「アストラル・ブロー」を受けて大破する。
オフルマズド（最終形態）
破壊された第一形態の内部から現れた機体。太古の昔、召喚者や契約者の犠牲を必要としないレガリアとして叡智の神の名を冠し、人の手でこの世界に顕現した。背中に光輪を背負った王者のような姿をしている。攻撃方法は格闘や多数の拳を具現化しての連打、一つ目の人間型の子機。最終決戦ではエクテレウ・アレクトと激闘を繰り広げ、必殺技の「トリニティ・ストライク」を前にして、光輪の力で拳を強化して迎え撃ったが、最終的に敗北した。

### レガリア・ギア
ミレス
第1話に登場したレガリア・ギア。搭乗者はエドモンド・モラレス。ごつい体をした重装甲型の機体だが、背中のスラスターで加速性能は高い。武装は大型の鉄球で、回転させて破壊力を高めることができる。最初は優位に立つが、ユイを乗せたアレクトのパワーの前に両腕を引きちぎられ、必殺技の「クリムゾン・レイド」で破壊された。ミレスはラテン語で「兵士」を意味する。
12年前のリムガルド・フォール時は王国のレガリア研究施設にて複数の同型機が稼働状態にあり、第7話ではその残骸を確認できる。
ジョクラトル
第2話・第3話に登場したレガリア・ギア。搭乗者はジョニー・マペット。魔術師のような姿で、顔に仮面を付けている。トランプカードやビリヤードボール、杖（ケーン）など数々の武装を手品のように繰り出し、アレクトを翻弄した。左肩からビームシールドのような盾も展開できる。装甲は薄く、アレクトの必殺技「ニエロ・アサルト」を受けて大破し、最後は自爆して破壊された。ジョクラトルはラテン語で「道化者」を意味する。
ドゥクス
第4話・第5話に登場したレガリア・ギア。搭乗者はアーベル・ルンテシュタット。甲冑とマント姿の騎士風の機体。武装は背中の大剣で手の甲部分にも鉤爪状の武器を持つ。大剣は刀身を分割して先端部の銃口から弾を撃てるほか（連射と高威力の単発攻撃の使い分けが可能）、奥の手として全機能を解放し、巨大な光の刃を形成できる。機動性も高く、初戦ではアレクトを打ち据えて倒した。アレクトとの再戦時にて必殺技の「グラファイト・チャージ」の前に敗れる。ドゥクスはラテン語で「指導者」を意味する。
ウォラーレ
第6話から第8話に登場したレガリア・ギア。搭乗者はヨハン。翼が生えたカマキリのような異形の機体。菱形の「子機」を多数伴い、子機とドッキングして超高速飛行形態に移行できる。単機で都市を丸ごと焼き払える程の戦闘力を発揮し、アレクトの倍以上はある巨体ながら、機動性も優秀。武装は浮遊する子機からビームを放てるほか、胸部に大口径ビーム砲、両腕部にチェーンソーを備える。また、両足のナイフ状の部位も武器として利用可能。第8話では2本のチューブで超音波攻撃を行い、アレクトに乗るユイを拷問・殺害しようとした。最後はメガエラの必殺技「ジャッジメント・アロー」を受けて破壊された。ウォラーレはラテン語で「飛ぶ（飛翔）」を意味する。
プリムス・ピルス
第9話から登場したレガリア・ギア。サラ達の姉のノアが搭乗する。ヨハンがエナストリア首都に召喚した。レガリアの5～6倍の大きさを誇る。元々はルクス・エクスマキナの防衛システムとして設計された機体。主な攻撃方法は格闘で、その巨体から繰り出されるパンチの威力は絶大。他には腕部に衝撃波を放つキャノンを固定装備する。ケントゥリオ2機とのフォーメーション攻撃を基本戦術とし、3機の位置を瞬時に入れ替える瞬間移動能力を有する。ノアが心と体を取り戻してからは、サラやイングリッド達と共闘した。カラーリングは赤と灰色のツートン。プリムス・ピルスはラテン語で「筆頭百人隊長」を意味する。
ケントゥリオ
ノアが乗るプリムス・ピルスを補佐する無人機。カラーリングとフェイス部がバイザーになっている以外は、ノア機と同型。火炎弾を放つ大型ライフルを装備する後方支援機と、敵の攻撃を跳ね返す反射シールドを装備する近接支援機の2機が存在する。最後は両機ともティシスとメガエラに破壊された。カラーリングは紺色と灰色のツートン。ケントゥリオはラテン語で「百人隊長」を意味する。

## 用語

### 世界観・国家
舞台は地球とは別の惑星だが、文化や風土は現代の地球とよく似ている。1万年ほど前に巨大な文明が滅んだ過去を持つ。
エナストリア皇国
本作の舞台となる国家。首都はアステリ。女皇をユイが、首相をマーガレットが務める。ユイの母、祖母、曾祖母と代々女皇が国を治めており、四季が存在する。
リムガルド王国
エナストリアの北方に位置する立憲君主国で、気候は寒い。過去に「リムガルド・フォール」という人々が一夜で消失した事件が起きた。事件後は国連管理下に置かれ、立ち入りが禁止されている。
アフマルアルド共和国
リューとロウが住む聖域がある共和制国家。国土は砂漠が広がる。元首はタラキ大統領。レガリアと契約者に会いたがったリューがユイやレナ、サラ姉妹を招いた。

### 技術・兵器
レガリア
レナやティアが変身する「アレクト」「ティシス」などの人型機動兵器の呼称。元々は、1万年ほど前に古代人達が発展のために「異界の力（ルクス）」を利用しようと作り出した産物。「コア」と「契約者」の二つが必要で、選ばれた人間が「コア」となり、媒介として異界の力を現世に顕現させることができる。なお、一度コアになると、ルクスの力で自動的に「不老」になり、年は取らない。レガリアの力を引き出せる人間を「契約者」と呼び、契約者がコアと完全契約すると、契約者自身も不老の存在となる。だが、「不死」ではないため、コアも契約者も力を使い続けるといずれ消滅する危険性がある。
レガリアには生命と水を司る「エンキ」と、復讐の三女神の力を司る「エリニウス」の2種類があり、アレクト、ティシス、メガエラの3体は戦うために作られた「エリニウス」のレガリアで、その強大な力は「ルクス・エクスマキナ」の封印に使われた。また、3機が揃うと「共鳴」を起こせるが、発動には全機に契約者が必要となる。
レガリア・ギア
ヨハンがレガリアを模して創造した人型機動兵器。こちらはレガリアのイミテーションと言うべき存在で、レガリアのようにコアや契約者を全く必要とせず（人間を介さず）に異界の力を引き出して利用できる。パイロットは結晶状のコクピットへと乗り込んで、機体を操縦する。しかし、エドモンドやジョニーのような人形ではない普通の人間（アーベルなど）が搭乗した場合、徐々に体を浸食されていき、最終的には同化されてしまう。
ルクス・エクスマキナ
古代人が開発したレガリアの後継機で、適性のある人間を人柱とする人造レガリアコア。搭乗者を必要とせず、全自動でルクスの力を権限・行使可能な究極の存在。惑星の周囲を囲む籠のような形状で、中枢部には人間の魂を捕獲できる「オービス」と呼ばれる装置がある。だが、ある日を境に自我に目覚めたことから崩壊が始まり、1万年前に古代人の文明を滅ぼした暴走の原因となった。後にエリニウスの3機のレガリアの手で封印されたものの、長い年月の経過と共に力の一部が現世に顕現して、ヨハンの姿を取った。そして最終的に自身の復活のためにヨハンは行動を開始することとなる。レガリアの「共鳴」が行われるとルクス・エクスマキナの封印も解かれるが、この情報はヨハンが秘匿していたため、彼以外は誰一人知らなかった。

### その他の用語
リムガルド・フォール
今から12年前にリムガルド王国で発生した事件。当時のリムガルドは世界有数の技術を持つ国だったが、新しい研究の成果が出ず、技術の発展に行き詰っていた。そこに現れたヨハンにより、過去の遺物（レガリアに封印された、ルクス・エクスマキナ）を復活するというプロジェクトが行われたが、ヨハンは単にリムガルドを利用していただけであり、結果は失敗して国家が崩壊し、国民が消滅するという惨劇に終わった。

## スタッフ
- 原作 - Delegation of Enastoria[10]
- 監督 - 登坂晋[10]
- 構成・脚本 - 小柳啓伍[10]
- キャラクター原案 - QP:flapper[10]
- キャラクターデザイン - 西尾公伯
- サブキャラクターデザイン - 常盤健太郎
- メカデザイン・メカ総作画監督 - 鈴木勘太
- プロップデザイン - 松尾慎
- 美術監督 - 片平真司
- 色彩設計 - 原田幸子
- 撮影監督 - 田中恒嗣
- 編集 - 吉武将人
- 音響監督 - 岩浪美和
- 音楽 - 高橋諒
- 音楽制作 - ランティス
- 音楽プロデューサー - 吉江輝成
- プロデューサー - 川村仁、百武弘二、岡村武真、山崎史紀、金庭こず恵、中島保裕、土橋哲也、大橋智之、若林由美（第2話 - ）、伊藤幸弘、青木絵理子、兼光一博（復活放送第3話 - ）
- アニメーションプロデューサー - 丸山俊平
- プロデュース - インフィニット
- アニメーション制作 - アクタス[10]
- 製作 - Regalia Project

## 主題歌
オープニングテーマ「Divine Spell」
作詞 - 唐沢美帆 / 作曲・編曲 - 本多友紀 / 歌 - TRUE
第1話ではエンディングテーマとして使用。
エンディングテーマ「Patria」（第2話 - ）
作詞・歌 - Minami / 作曲 - 俊龍 / 編曲 - 菊田大介

## 各話リスト
| 話数 | サブタイトル    | 絵コンテ          | 演出              | 作画監督                   | 総作画監督 | メカ作画監督 |
| ---- | --------------- | ----------------- | ----------------- | -------------------------- | ---------- | ------------ |
| #1   | 姉妹 ／ SISTER  | 登坂晋            | 登坂晋            | 西尾公伯                   | -          | 鈴木勘太     |
| #2   | 宣告 ／ JUDGE   | 松尾慎            | 松尾慎            | 伊藤岳史                   | 常盤健太郎 | 山下将仁     |
| #3   | 真心 ／ HEART   | 川口敬一郎        | 相浦和也          | 永田正美                   | 西尾公伯   | -            |
| #4   | 虚勢 ／ PRIDE   | 佐野隆史          | 横田一平          | 大田謙治 片岡英之 正木優太 | 常盤健太郎 | 小美野雅彦   |
| #5   | 反撃 ／ AWAKE   | 登坂晋 鈴木勘太   | 工藤寛顕          | 西尾公伯                   | -          | 鈴木勘太     |
| #6   | 神機 ／ TRUTH   | 川口敬一郎        | 大平直樹          | 杉本功                     | 常磐健太郎 | 鈴木勘太     |
| #7   | 過去 ／ DISCORD | 斉藤良成 松尾慎   | 町谷俊輔          | 伊藤岳史                   | 西尾公伯   | 永田正美     |
| #8   | 帰還 ／ HARMONY | 松尾慎            | 松尾慎            | 西尾公伯 実原登 小島えり   | 西尾公伯   | 山下将仁     |
| #9   | 継承 ／ CONNECT | 大平直樹          | 相浦和也          | 伊藤岳史                   | 西尾公伯   | 永田正美     |
| #10  | 孤立 ／ ALONE   | 吉川浩司          | 殿水敦子 藤本義孝 | 河西睦月 杉本功            | 西尾公伯   | -            |
| #11  | 牢獄 ／ PRISON  | 川口敬一郎        | 工藤寛顕          | 小島えり                   | 西尾公伯   | 永田正美     |
| #12  | 奪還 ／ REGAIN  | 大平直樹          | 大平直樹 松尾慎   | 伊藤岳史                   | 西尾公伯   | 山下将仁     |
| #13  | 家族 ／ FAMILY  | 佐野隆史 鈴木勘太 | 登坂晋            | 西尾公伯                   | -          | 鈴木勘太     |

### ダイジェスト
放送休止期間中にBSフジ、AT-Xで放送された既存の映像にナレーションが追加されたダイジェスト。
| 話数     | サブタイトル | ナレーション |
| -------- | ------------ | ------------ |
| DIGEST 1 | 激動         | 本渡楓       |
| DIGEST 2 | 衝動         | 本渡楓       |

## 放送局
| 放送期間               | 放送時間                     | 放送局     | 対象地域 | 備考                              |
| ---------------------- | ---------------------------- | ---------- | -------- | --------------------------------- |
| 2016年7月7日 - 7月28日 | 木曜 22:00 - 22:30           | AT-X       | 日本全域 | 製作委員会参加 / リピート放送あり |
|                        | 木曜 22:30 - 23:00           | TOKYO MX   | 東京都   |                                   |
| 2016年7月8日 - 7月29日 | 金曜 1:30 - 2:00（木曜深夜） | サンテレビ | 兵庫県   |                                   |
| 2016年7月11日 - 8月1日 | 月曜 0:30 - 1:00（日曜深夜） | BSフジ     | 日本全域 | 製作委員会参加                    |

| 放送期間                             | 放送時間                                        | 放送局 | 対象地域 | 備考                              |
| ------------------------------------ | ----------------------------------------------- | ------ | -------- | --------------------------------- |
| 2016年8月8日・8月15日 2016年8月29日  | 月曜 0:30 - 1:00（日曜深夜）                    | BSフジ | 日本全域 | 製作委員会参加                    |
| 2016年8月11日・8月18日 2016年8月30日 | 木曜 22:00 - 22:30 火曜 1:30 - 2:00（月曜深夜） | AT-X   | 日本全域 | 製作委員会参加 / リピート放送あり |

| 放送期間                                        | 放送時間                                                  | 放送局     | 対象地域 | 備考                              |
| ----------------------------------------------- | --------------------------------------------------------- | ---------- | -------- | --------------------------------- |
| 2016年9月1日 - 11月24日                         | 木曜 22:00 - 22:30                                        | AT-X       | 日本全域 | 製作委員会参加 / リピート放送あり |
|                                                 | 木曜 22:30 - 23:00                                        | TOKYO MX   | 東京都   |                                   |
| 2016年9月2日 - 11月25日                         | 金曜 1:30 - 2:00（木曜深夜）                              | サンテレビ | 兵庫県   |                                   |
| 2016年9月5日 - 9月26日 2016年10月3日 - 11月28日 | 月曜 0:30 - 1:00（日曜深夜） 月曜 1:30 - 2:00（日曜深夜） | BSフジ     | 日本全域 | 製作委員会参加                    |

| 放送期間        | 配信時間           | 配信サイト | 備考             |
| --------------- | ------------------ | --- | ---------------- |
| 2016年7月7日 -  | 木曜 23:00 更新    | U-NEXT / アニメ放題 / GYAO! |                  |
| 2016年7月11日 - | 月曜 12:00 更新    | ひかりTV / Google Play ムービー&TV / dアニメストア バンダイチャンネル / ニコニコチャンネル / PlayStation Video DMM.com / HAPPY動画 / dTV / Hulu / UULA |                  |
|                 | 月曜 22:00 - 22:30 | LINE LIVE |                  |
|                 | 月曜 23:00 - 23:26 | AbemaTV | リピート放送あり |
| 2016年7月12日 - | 火曜 更新          | J:COMオンデマンド / iTSCOMオンデマンド TOKAIオンデマンド / みるプラス / ビデオパス                                                                     |                  |
| 2016年7月15日 - | 金曜 更新          | アクトビラ |                  |
| 2016年7月17日 - | 日曜 更新          | TSUTAYA TV |                  |

## BD / DVD
| 巻  | 発売日        | 収録話          | 規格品番  | 規格品番  |
| 巻  | 発売日        | 収録話          | BD        | DVD       |
| --- | ------------- | --------------- | --------- | --------- |
| 1   | 2016年11月2日 | 第1話 - 第2話   | BIXA-1121 | BIBA-3041 |
| 2   | 2016年12月2日 | 第3話 - 第4話   | BIXA-1122 | BIBA-3042 |
| 3   | 2017年1月6日  | 第5話 - 第6話   | BIXA-1123 | BIBA-3043 |
| 4   | 2017年2月2日  | 第7話 - 第8話   | BIXA-1124 | BIBA-3044 |
| 5   | 2017年3月2日  | 第9話 - 第10話  | BIXA-1125 | BIBA-3045 |
| 6   | 2017年4月4日  | 第11話 - 第13話 | BIXA-1126 | BIBA-3046 |
| BOX | 2018年12月4日 | 第1話 - 第13話  | BIXA-9016 | -         |

## Webラジオ
『ラジオ レガリア 本渡楓のエナストリア皇報局』は、音泉で2016年9月22日から、同年12月8日迄、毎週木曜に配信されていた番組。パーソナリティはユインシエル・アステリア役の本渡楓。特記が無い限り、記述は前述のラジオ公式サイトの記述に基づく。

### ゲスト
- 第1、2回：佐倉綾音（レナ・アステリア 役）
- 第3、4回：瀬戸麻沙美（イングリッド・ティエスト 役）
- 第5、6回：小倉唯（ティア・クレイス 役）
- 第7、8回：久保ユリカ（サラ・クレイス 役）
- 第11回：東山奈央（ケイ・ティエスト 役）
- 第12回：緒方恵美 (ヨハン 役）
- ラジオCD録りおろし：浅倉杏美（アオイ・コノエ 役）、井口裕香（ナル・アリサカ 役）

### コーナー
- 私のリムガルドフォール - 作中の大事件リムガルドフォールに因み、リスナーにとっての大事件を募集するコーナー。
- ロイヤルかえでのお言葉！ - 本渡楓の役である皇女のユイを演じるに当たり、ご本人にもロイヤルな気持ちを理解してもらうとの名目の元、このコーナー内では『本渡皇国の"かえで皇女"』となり、本編のユイのように定例記者会見の形でリスナーからの質問やお悩み相談に回答するコーナー。
- 企画/CORNER - 本渡楓とゲストで色々なチャレンジをしていくコーナー。
- レガリア・ギア　叫びます！ - 作中の『レガリア・ギア』に因み、リスナーが叫びたい心の声を本渡楓とゲストが『レガリア・ギア』として、心の声を大声で代弁するコーナー。但し、『レガリア・ギア』は一度使用したら使用者の消耗が激しいという設定の下、一度紹介された者からの投稿は二度と読まれない[注 5]。

### ラジオCD
- ラジオCD「ラジオ レガリア 本渡楓のエナストリア皇報局」 - 2017年1月25日発売。CD2枚組、1枚目は新規録り下ろしのオーディオCD、2枚目は、MP3形式で配信分のラジオを全て収録。